# حقل إريدو
حقل إريدو حقل نفطي في منطقة إريدو التاريخية التي تبعد 40 كيلومتراً من مدينة الناصرية بين محافظتَي ذي قار والمثنى جنوب جمهورية العراق، اكتُشفَ الحقل سنة 2016 و يبلغ الاحتياطي الاجمال للحقل 12 مليار و900 مليون برميل، تعاقدت وزارة النفط العراقية عام 2023 مع لوك أويل الروسية و إنبكس اليابانية على تطوير الحقل وانتاج 30.000 برميل يومياً على ان يصل الانتاج الى 250.000 برميل يوميا، منها ثلاثة آبار استكشافية وستة تقييمية، خلال الفترة الاستكشافية